# 奇基穆利亞
奇基穆利亞是危地馬拉的城鎮，由聖羅薩省負責管轄，位於該國南部，距離首都危地馬拉市107公里，始建於1825年，面積499平方公里，海拔高度294米，2006年人口12,700。
14°05′N 90°23′W / 14.083°N 90.383°W